# Ifa
Ifa je bog vedeževanja pri Jorubih v Nigeriji.
Ifa je prerokoval v svetem mestu Ife. Kot darovalec kulture
je ljudi učil umetnosti. Poučeval jih je tudi o umetnosti zdravilstva.